# Unterseeboot 522
Le Unterseeboot 522 (ou U-522) est un sous-marin allemand utilisé par la Kriegsmarine pendant la Seconde Guerre mondiale.

## Historique
Après avoir reçu sa formation de base à Stettin dans la 4. Unterseebootsflottille jusqu'au 30 septembre 1942, il rejoint sa flottille de combat à Lorient, dans la 2. Unterseebootsflottille.
L'U-522 a coulé le 23 février 1943 dans l'Atlantique centre au sud-ouest de Madère au Portugal à la position géographique de 31° 27′ N, 26° 22′ O par des charges de profondeur lancées par le navire des garde-côtes britanniques HMS Totland.

Cette attaque coûte la vie des 51 membres de l'équipage.

## Affectations successives
- 4. Unterseebootsflottille du 11 juin 1942 au 30 septembre 1942
- 2. Unterseebootsflottille du 1er octobre 1942 au 23 février 1943

## Commandement
- Kapitänleutnant Herbert Schneider du 11 juin 1942 au 23 février 1943

## Navires coulés
L'U-522 a coulé 7 navires marchands pour un total de 45 826 tonneaux et a endommagé 2 navires marchands de 12 479 tonneaux au cours des 3 patrouilles qu'il effectua.